# 高橋兼吉
高橋兼吉（たかはし かねきち、1845年（弘化2年）12月22日-1894年（明治27年）7月5日）は、日本の建築技師。現在の山形県鶴岡市に生まれ、鶴岡周辺において弟子で婿養子の巌太郎とともに、大工として明治初期の擬洋風建築を多く手がけた人物である。

## 経歴
1845年（弘化2年）、鶴岡の大工町（現・鶴岡市陽光町周辺）に大工・高橋半右衛門の二男として生まれる。父半右衛門の大工職を継いで父の下で修行を重ねてから、1867年（慶応3年）ごろに上京し、牛込津久戸前の請負師・佐野友治郎の門下になり、東京や横浜で洋風建築を学んだとみられる。
鶴岡に帰郷後の1875年（明治8年）、羽黒町松ケ岡で4つの蚕室を建てている。このころ同じ町内に住む棟梁・小林清右エ門を引き継ぎ、地元名家の酒井家お抱えの棟梁となったとされる。
1879年（明治12年）に旧清川学校を建設。1882年（明治15年）には得意にしていた規矩を駆使したことで知られる湯田川の由豆佐売神社を建設。続いて常念寺観音堂を竣工させた。そして旧鶴岡警察署を同17年に落成。また鶴岡警察署大山分署を完成させる。その後は旧東田川郡役所（現・東田川文化記念館）、旧西田川郡会議事堂、西田川郡医事講究所、大山尋常高等小学校、鶴岡役場など数多くの擬洋風建築を手掛けるが故あって善宝寺の五重塔もこの時期完成させた。そして現在も山居倉庫として知られる酒田米穀取引所倉庫を1894年（明治27年）に完成させた。
巌太郎については自筆の履歴書や南満州鉄道提出の書類・宮内庁提出時の書類が残されている。それらの履歴を辿るとその作品は兼吉の作品と重複している。しかし、兼吉は施工を担当、巌太郎は設計をしたとみられ、また設計監督としての名前が残されている。

## 主な作品
作品として鶴岡城跡に立地する、伝統技法を用いた堂宮大工としての作品である荘内神社（1877年）や上京して学んだ洋風建築の意匠を用いた旧西田川郡役所（1881年、1972年に現在地の致道博物館内に移築、国重要文化財）、旧鶴岡警察署庁舎（1884年、1957年に現在地の致道博物館内に移築、国重要文化財）の擬洋風建築が確認されている。後者2棟は県内の明治初期の擬洋風建築群の中でも代表的な作品であり、非常に貴重な事例として知られる。
手掛けた作品はいずれを見ても、明治14年に完成した小品下清水の深山神社を筆頭に和風建築が主としてあるが、その一方で模索しつつ洋風建築を開花させたのが旧西田川郡役所。さらに和風の意匠を洋風に融合させ、完成したのが致道博物館内に現存する旧鶴岡警察署で、いずれも当該分野での建築の最高傑作と捉えられている。